# Tomsrtbt
tomsrtbt (zkratka Tom's Root Boot), je velmi malá distribuce Linuxu. Autorem je Tom Oehser. Obsahuje mnoho společných nástrojů užitečných pro obnovení systému (Linuxu a dalších operačních systémů). Je vybaven také ovladači pro mnoho typů hardwaru a připojení k síti. Je schopen číst a zapisovat v souborových systémech ext2/ext3, FAT, NTFS a Minix. Několik utilit pro tomsrtbt je napsáno v programovacím jazyku Lua.